# Cathédrale Saint-Laurent de Trogir
Cette  cathédrale n’est pas la seule cathédrale Saint-Laurent.
La cathédrale Saint-Laurent (en croate : Katedrala Sv. Lovre) située à Trogir en Croatie est une église catholique composée de trois nefs construite dans le style roman et gothique.
Elle fait partie du cœur historique de la ville de Togir qui est classée au patrimoine mondial depuis 1997.

## Historique
La cathédrale a été construite sur les fondements de la cathédrale paléochrétienne détruite par les Sarrasins en 1123, pendant le sac de Trogir. Les travaux sur le bâtiment actuel commencèrent en 1213 et se terminèrent au XVIIe siècle. Comme l’ancienne cathédrale, elle est dédiée à saint Laurent, mais elle est connue pour être particulièrement consacrée à la dévotion à saint Jean, l’évêque Jean de Trogir († 1111), qui avait attiré par son exemple de vie sainte le roi Coloman de Hongrie, lequel, après avoir conquis la Croatie et la Dalmatie, s’employa à promouvoir la construction de la cathédrale.
La plus grande partie des travaux fut réalisée au XIIIe siècle, ce qui explique que la cathédrale est essentiellement de style roman. Toutefois, l’intérieur de la voûte, datant du XVe siècle, est caractéristique de l’art gothique.
Le campanile fut édifié de la fin du XIVe siècle à la fin du XVIe siècle. Le premier niveau est de style gothique et a été réalisé par les maîtres Stipan et Matej. Après avoir été démoli par les Vénitiens en 1420, il fut reconstruit par Matija Gojković. Le second étage, aussi de style gothique, est probablement l’œuvre de maîtres vénitiens, les fenêtres rappelant celles de la Ca’ d’Oro. Le dernier étage a été exécuté en style maniériste par l’architecte Trifun Bokanić (1575-1609). Aux quatre coins du toit du campanile, se dressent quatre statues du sculpteur vénitien Alessandro Vittoria (1525-1608). Au centre de la façade, une petite cavité circulaire contient les armoiries du plus puissant souverain hongrois de la dynastie d’Anjou, le roi Louis Ier de Hongrie.

## Description
La cathédrale de Trogir fournit l’exemple le plus ancien en Dalmatie d’arcades internes aux piliers allongés qui séparent les deux nefs latérales de la nef centrale. Elle comporte trois absides semi-circulaires.
Un ample vestibule a été ajouté au XVe siècle ; la rosace gothique de la façade occidentale est de la même époque. À gauche du portail se dresse le baptistère, bel exemple de sculpture Renaissance réalisé par Andrija Aleši (1430-1505), sculpteur d’origine albanaise, élève de Georges le Dalmate.

### Portail roman

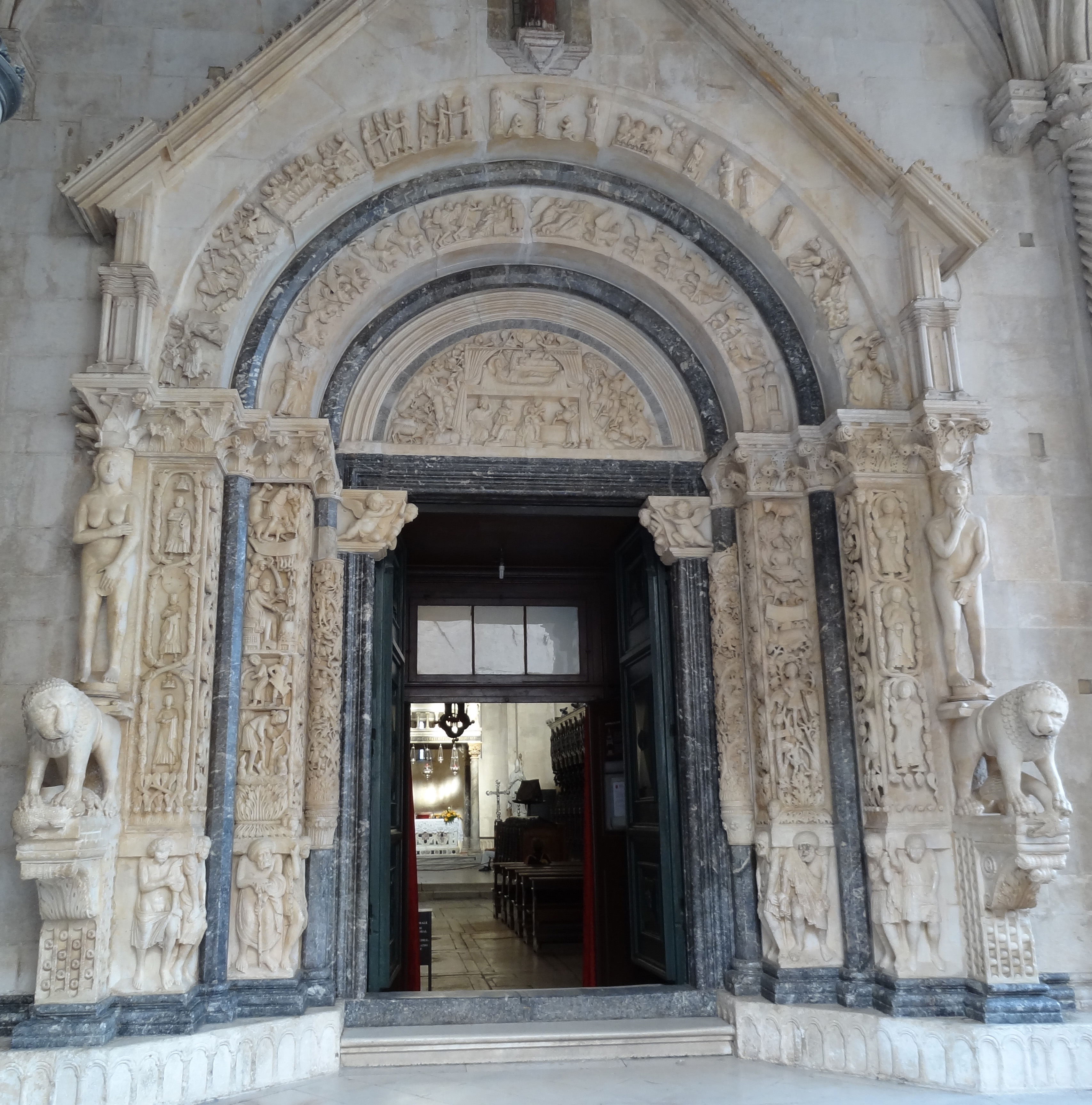
Le portail de la cathédrale.

L’élément le plus remarquable de la cathédrale est le portail occidental, chef-d’œuvre du sculpteur et architecte dalmate Radovan, terminé en 1240. On voit s’y mêler iconographie traditionnelle, scènes de la vie quotidienne et épisodes mythiques, apôtres, bûcherons et centaures. On peut y distinguer un mouvement ascensionnel partant, dans la partie inférieure, des personnages de l’Ancien Testament, pour aboutir, dans les arcs et la lunette, aux scènes du Nouveau Testament. Debout sur deux lions stylophores, Adam et Ève, nus et craintifs, flanquent le portail à la base. Les piliers intermédiaires semblent reposer sur les épaules pliées des Juifs et des Turcs, les indésirables de l’époque, alors que plus haut, une bizarre ménagerie de créatures contorsionnées sert de corniche à l’allégorie des saisons. La lunette est composée de deux scènes, bordées de tentures : la Nativité et le bain de l’enfant Jésus. L’arc qui encadre la lunette est décoré de scènes de la vie du Christ.

### Chapelle Saint-Jean

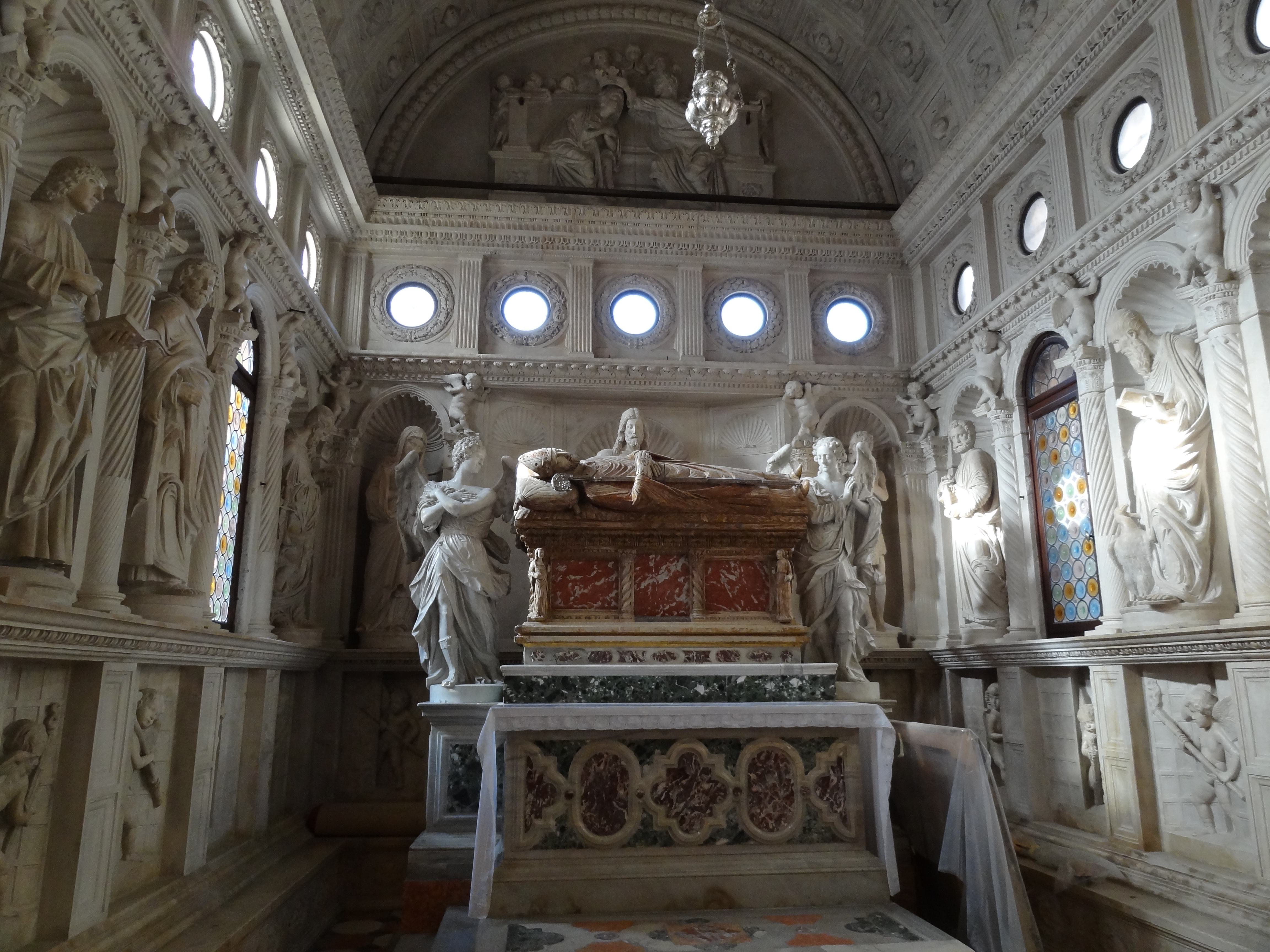
La chapelle Saint-Jean.

La chapelle Saint-Jean (kapela svetog Ivana) est l’un des plus beaux monuments Renaissance d‘Europe. Elle se trouve dans la nef gauche de la cathédrale. Comme le baptistère, elle a été construite selon le même principe que le temple de Jupiter du palais de Dioclétien à Split. Elle est l’œuvre de Niccolò Fiorentino, élève de Georges le Dalmate, et du sculpteur de Trogir Ivan Duknović (aussi nommé Giovanni Dalmata). Le plafond à caissons représente Dieu le Père entouré de 96 séraphins sculptés dans la pierre, chacun occupant un compartiment.

## Galerie

Cathédrale Saint-Laurent
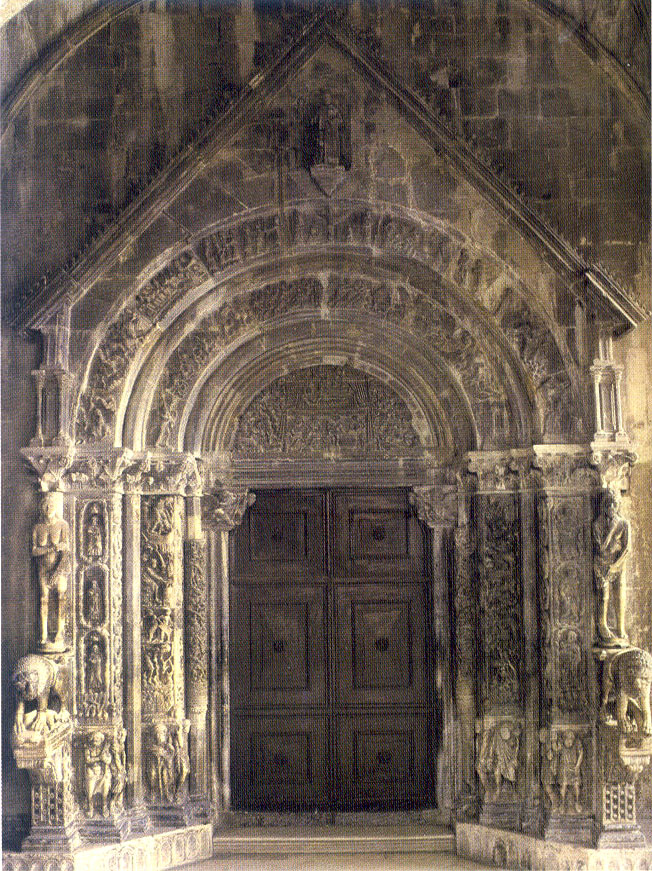
Portail de la cathédrale.
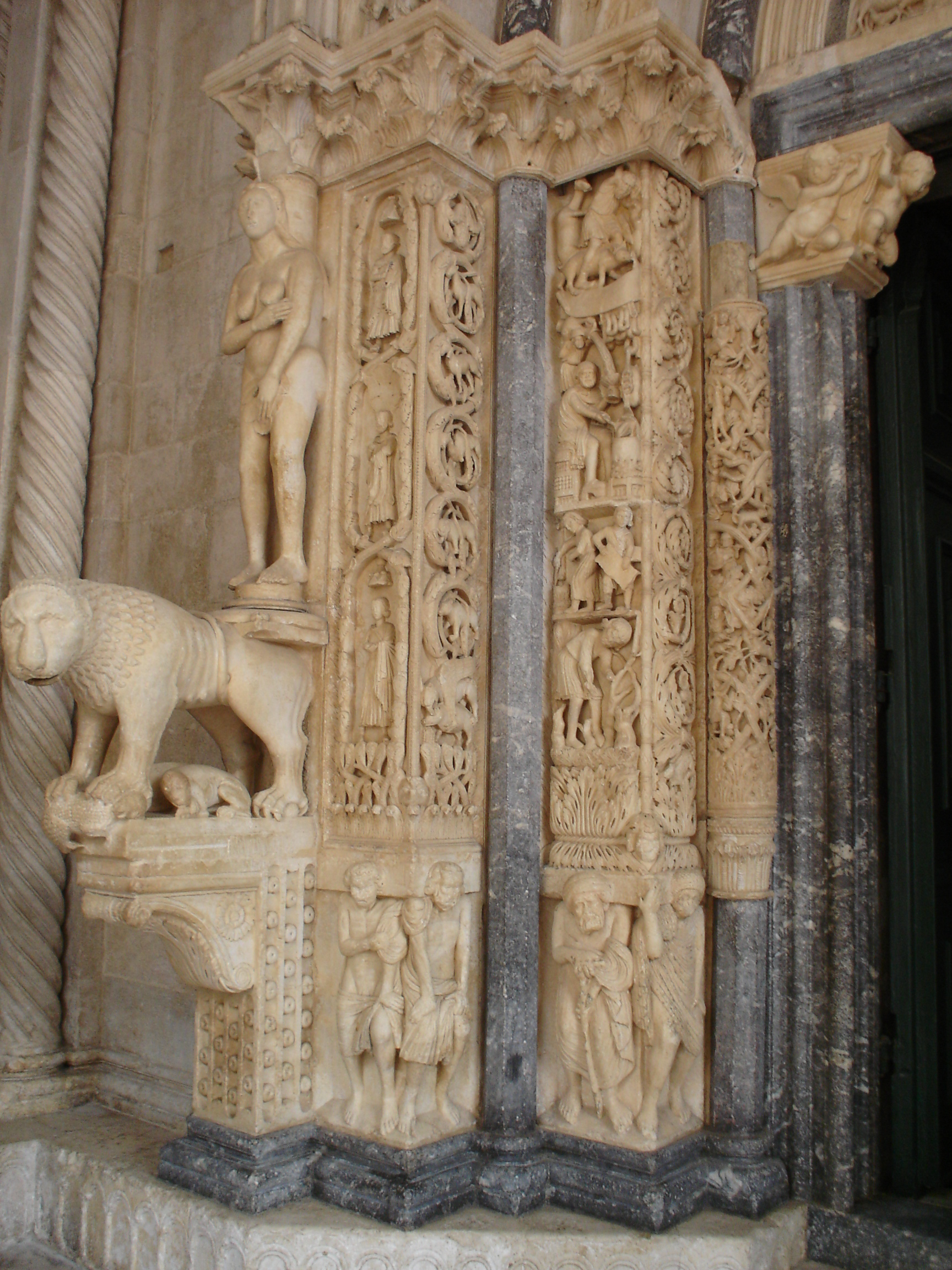
Portail, pilier gauche, Ève.
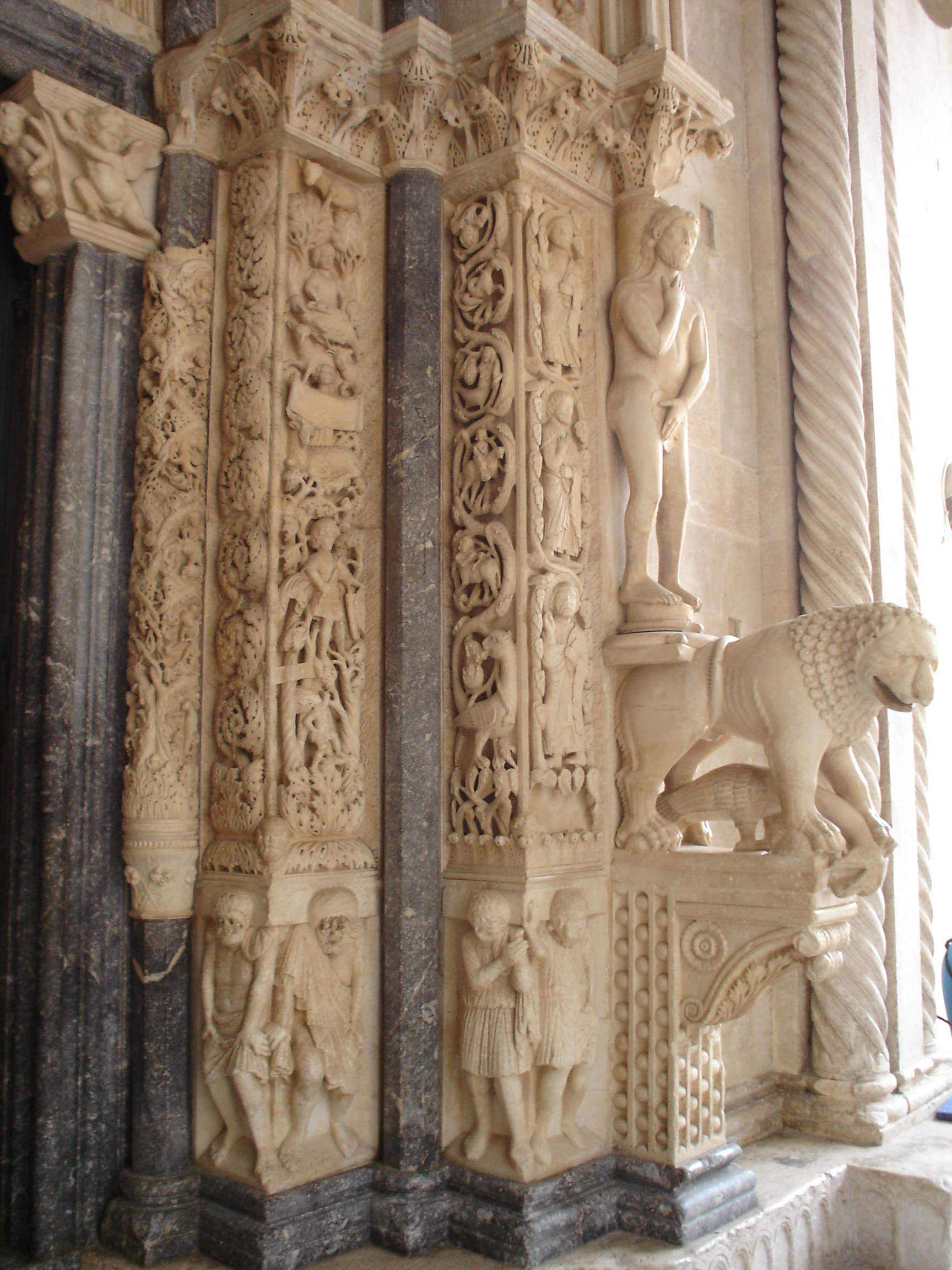
Portail, pilier droit, Adam.
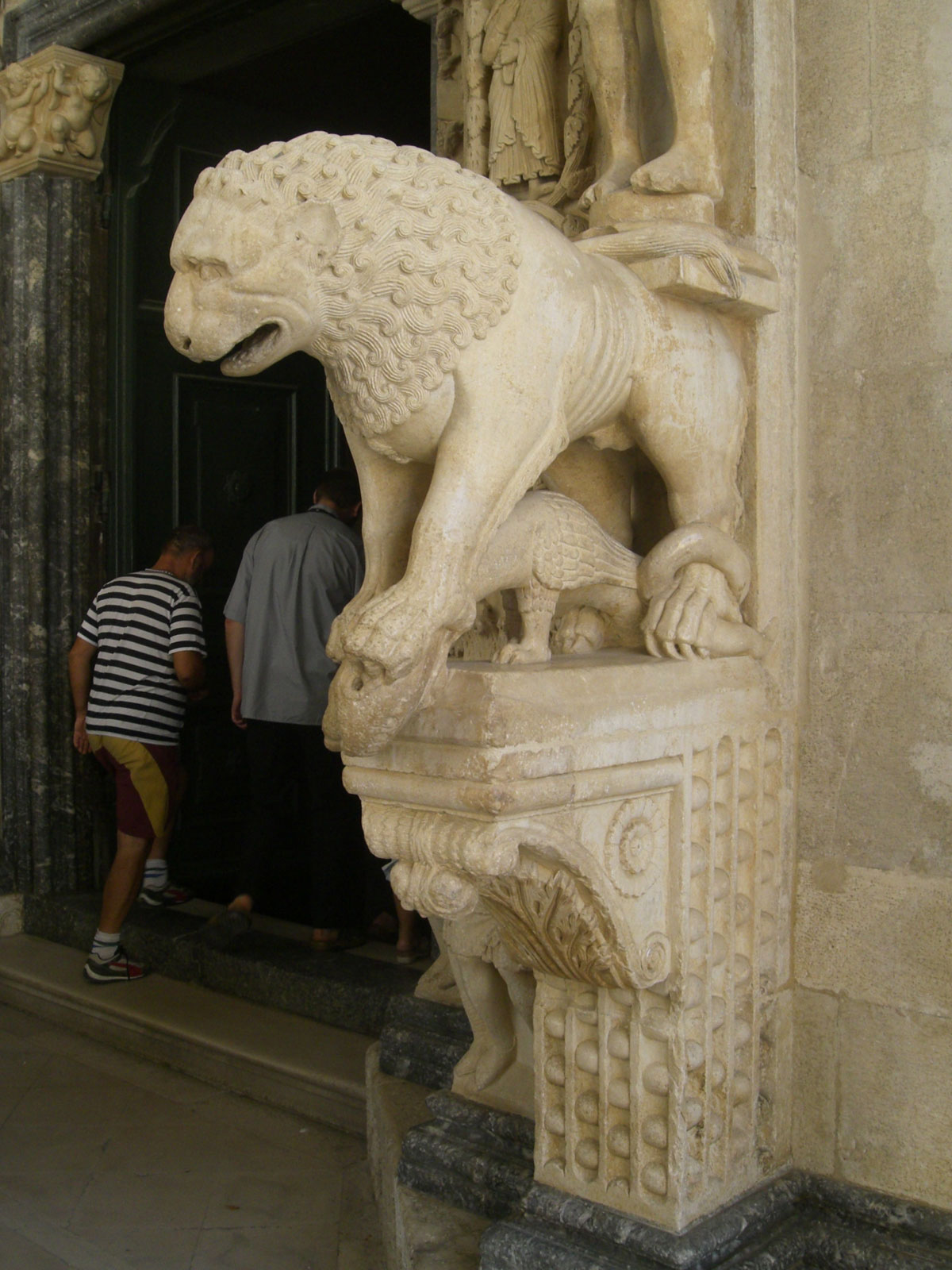
Portail, lion stylophore.
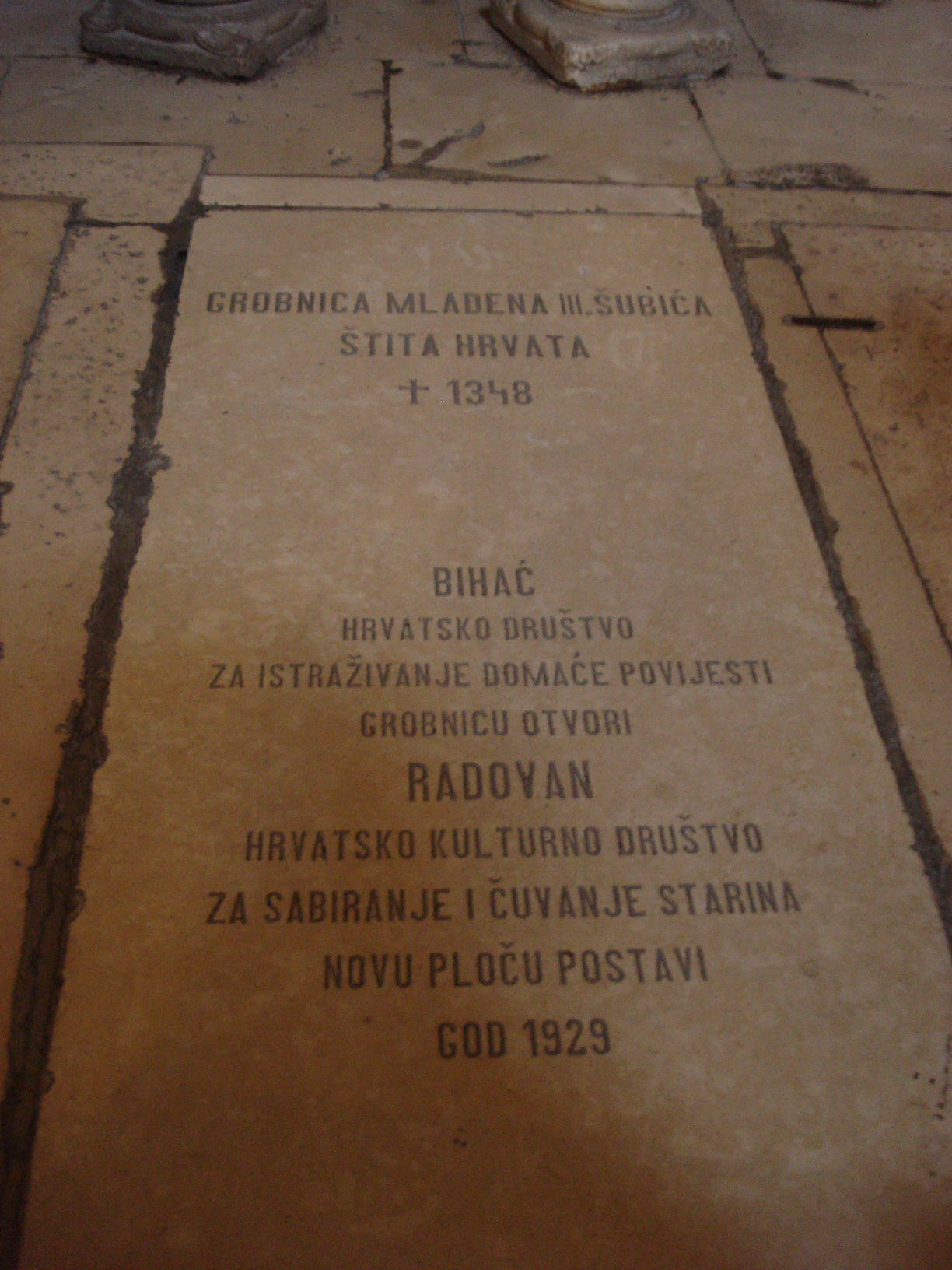
Mladen III Šubić de Bribir (1315-1348). Pierre tombale dans la cathédrale.